# Paul Laurentius

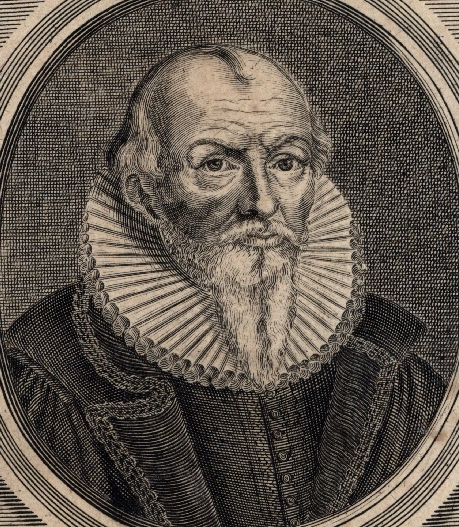
Paul Laurentius

Paul Laurentius (* 30. März 1554 in Oberwiera; † 24. Februar 1624 in Meißen), auch Paul Lorenz sowie Paulus Laurentius, war ein deutscher evangelisch-lutherischer Theologe.

## Leben
Laurentius war der Sohn des gleichnamigen Oberwieraer Pfarrers Paul Laurentius und dessen Frau Anna (geborene Hübschmann). Als Elfjähriger kam er auf die Schule nach Zwickau und studierte ab 1573 in Leipzig Theologie. 1577 schloss er das Studium als Magister ab und folgte im Jahr darauf einem Ruf zum Rektor an das Halberstädter Martineum.  Ab 1583 predigte er in der Stadtkirche in Plauen und wurde 1586 Superintendent in Oelsnitz. Am 20. Oktober 1595 wurde Laurentius in Jena zum Doktor der Theologie promoviert. 1597 verteidigte er seine Thesen zum Symbolum Athanasianum in Leipzig und Wittenberg. Seit 1603 war er als Pfarrer in Dresden sowie dort als Superintendent und Assessor am Konsistorium tätig. 1616 schließlich wechselte er als Superintendent nach Meißen.

## Schriften (Auswahl)
- Symbolum Athanasianum. Wittenberg 1597 (books.google.de).
- Auslegung des Propheten Amos. Leipzig 1603.
- Vier Predigten über Das Buch Jesaja, Kapitel 53. Leipzig 1609.
- Auslegung 1. und 2. Buch Samuel in Predigten. Leipzig 1615.